# Salmo balcanicus
Salmo balcanicus és una espècie de peix de la família dels salmònids i de l'ordre dels salmoniformes.

## Reproducció
Fresa entre octubre i gener.

## Hàbitat
Viu en zones d'aigües dolces temperades.

## Distribució geogràfica
Es troba a Albània i a Macedònia del Nord.